# Bradley M. Glass
Bradley McConnell Glass (17 de enero de 1931 – 6 de agosto de 2015) fue un político estadounidense en el estado de Illinois. Trabajó en el Senado de Illinois de 1973 a 1979, y en la Cámara de Representantes de Illinois en 1971. Glass, también formó parte de la comisión directiva en escuelas y ejerció de procurador en distintos pueblos. Bradley fue procurador en las poblaciones de Palatine en Illinois y Northfield, también en Illinois. En 1987, Glass y su mujer se mudaron a Dodgeville, Wisconsin donde ejerció de abogado y fue procurador en esta localidad. Muere en Dodgeville, Wisconsin el 6 de agosto de 2015.  Bradley también sirvió en la fuerza naval estadounidense.
Glass fue miembro del equipo de fútbol americano de la Universidad en 1950 cuando estudiaba en Princeton. También en Princeton, formó parte del equipo de lucha libre, lo que le llevó a ganar una título en la categoría de peso pesado en 1951. Asimismo, fue miembro de la Asociación de Lucha Libre Interuniversitaria del Este.